# Joan Hernández Mora
Joan Hernández Mora (Maó, 1902 - Madrid, 1984). Llicenciat en Història i en Dret.
Del seu pare, Francesc Hernández Sanz, hereta l'interès per la història i, en general, per tot allò relacionat amb l'illa de Menorca. Exerceix com a professor a l'institut de batxillerat de Maó, a excepció d'uns anys d'inhabilitació acadèmica, amb una estada de 5 anys a Lugo sense poder demanar cap trasllat i d'una breu estada a l'institut d'Eivissa.
Des de molt jove, es lliura a una intensa activitat cultural: ateneista, periodista, activista a favor de la llengua catalana i investigador històric. Aquesta última faceta, encaminada més a la preparació i assessorament d'estudiants i investigadors que a la publicació del seu saber.
Fou cofundador de Nostra Parla a Menorca, i col·laborador de la Revista de Catalunya (1930-1931). La seva biografia del doctor Orfila li valgué un premi de l'IEC. La repressió franquista li comportà, com ja hem vist, la inhabilitació acadèmica i el trasllat forçós a Eivissa, fins que pogué tornar a Maó.
Després de cinquanta anys dedicats a la docència oficial i extraacadèmica, Joan Hernández Mora mor a Madrid l'any 1984, als pocs dies d'haver rebut de mans de l'alcalde de Maó la “Medalla d'Or de la Ciutat”, en reconeixement de la seva tasca menorquinista.
Era germà del pintor abstracte Francesc Hernández Mora.